# زبان اشاره انگلیسی
زبان اشاره انگلیسی یا زبان اشاره بریتانیایی (به انگلیسی: British Sigh Language) که به اختصار BSL نامیده می‌شود، یک زبان اشاره‌ای است که در انگلستان استفاده می‌شود و زبان اول یا زبان ترجیحی برخی افراد ناشنوا در انگلستان است. این زبان از فضا استفاده می‌کند و شامل حرکت دست، بدن، سر و صورت است.

بسیاری از هزاران نفری که ناشنوا هستند، همچنین خویشاوندان ناشنوایان، مترجمان زبان اشاره یا عده دیگر که در تماس با جامعه ناشنوای انگلستان هستند از BSL استفاده می‌کنند. در سال ۲۰۱۱، ۱۵٬۰۰۰ نفر که در انگلستان و ولز زندگی می‌کردند، BSL را به عنوان زبان اصلی خود گزارش دادند.

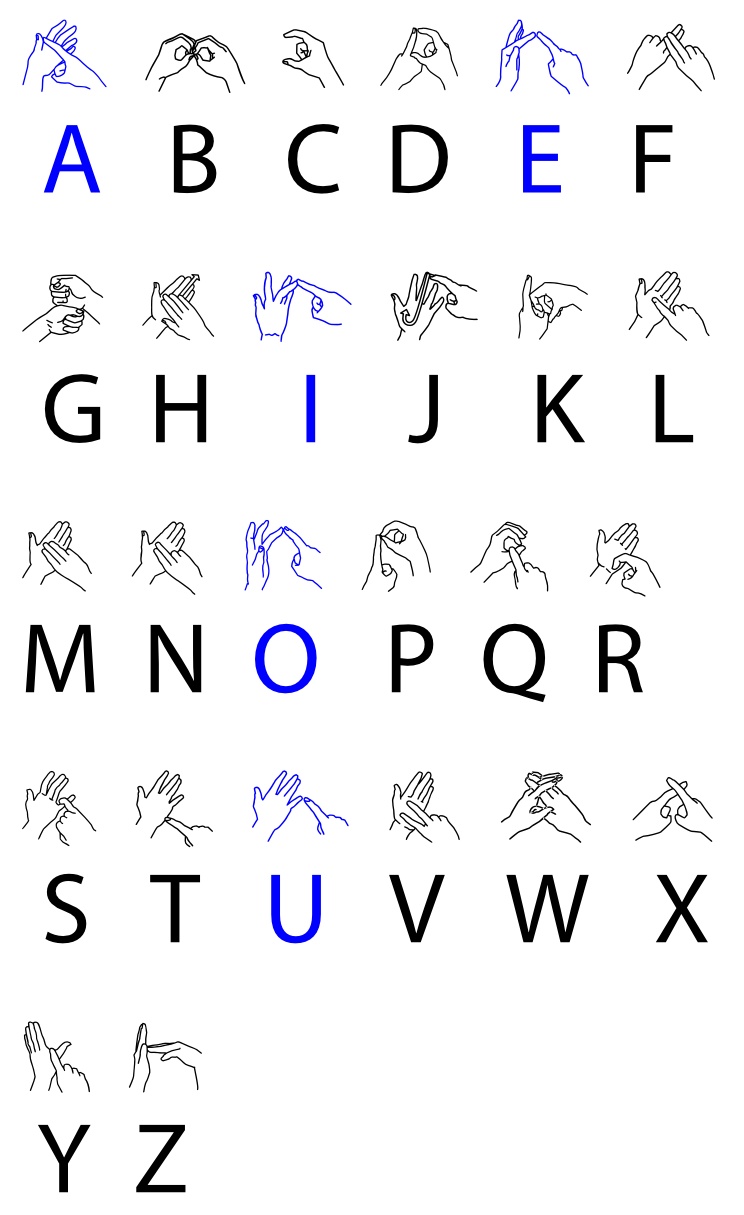
الفبای شکلی حروف در BSL.

## تاریخچه
تاریخچه زبان اشاره موجود در جوامع ناشنوا در انگلستان، به سال ۱۵۷۰ می‌رسد. زبان اشاره انگلیسی، همانند همه زبان‌ها، با اصلاح، اختراع و وارد شدن کلمات جدید، تکامل یافته‌است. توماس بریدود، یک معلم در ادینبورگ بود، که در سال ۱۷۶۰ آکادمی بریدوود را برای ناشنوایان و افراد گنگ تأسیس کرد که به عنوان اولین مدرسه برای ناشنوایان در بریتانیا شناخته می‌شود. دانش آموزان او فرزندان کارکنان بودند. استفاده اولیه او از یک نوع زبان اشاره و سیستم ترکیبی، اولین تدوین زبان اشاره انگلیسی بود.